# 1ª Divisão 1956 (hockey su pista)
La 1ª Divisão 1956 è stata la 18ª edizione del torneo di primo livello del campionato portoghese di hockey su pista. La manifestazione fu disputata tra l'11 giugno e il 12 novembre 1956. Il titolo è stato conquistato dal Benfica per la terza volta nella sua storia.

## Stagione

### Formula
La 1ª Divisão 1956 vide ai nastri di partenza venti club divisi in due gironi; ogni girone fu organizzato con un girone all'italiana, con gare di andata e ritorno. Erano assegnati tre punti per l'incontro vinto e due punti a testa per l'incontro pareggiato, mentre ne era attribuito uno solo per la sconfitta. Al termine della prima fase le prime quattro squadre di ogni gruppo si qualificarono alla fase finale; la vincitrice venne proclamata campione del Portogallo.

## Prima fase

### Regional do Norte
|  | Pos. | Squadra                  | Pt | G  | V  | N | P  | GF  | GS  | DR  |
|  | ---- | ------------------------ | -- | -- | -- | - | -- | --- | --- | --- |
|  | 1.   | Infante de Sagres        | 51 | 18 | 16 | 1 | 1  | 135 | 41  | +94 |
|  | 2.   | Estrela                  | 45 | 18 | 13 | 1 | 4  | 89  | 59  | +30 |
|  | 3.   | Espinho                  | 44 | 18 | 12 | 2 | 4  | 73  | 49  | +24 |
|  | 4.   | Académica                | 38 | 18 | 9  | 2 | 7  | 71  | 65  | +6  |
|  | 5.   | Carvalhos                | 36 | 18 | 9  | 1 | 8  | 54  | 53  | +1  |
|  | 6.   | Educação Fisica Do Norte | 33 | 18 | 7  | 1 | 10 | 64  | 71  | -7  |
|  | 7.   | Escola Livre             | 33 | 18 | 7  | 1 | 10 | 64  | 71  | -7  |
|  | 8.   | Sanjoanense              | 31 | 18 | 6  | 1 | 11 | 60  | 79  | -19 |
|  | 8.   | Paco de Rei              | 26 | 18 | 2  | 4 | 12 | 40  | 96  | -56 |
|  | 10.  | Paredes/Maximus 17       | 21 | 18 | 1  | 2 | 15 | 34  | 100 | -66 |

Legenda:
  Qualificata alla fase finale.
      Retrocesse in 2ª Divisão 1957.
Note:
Tre punti a vittoria, due a pareggio, uno a sconfitta.

### Regional do Sul
|       | Pos. | Squadra          | Pt | G  | V  | N | P  | GF | GS | DR  |
| ----- | ---- | ---------------- | -- | -- | -- | - | -- | -- | -- | --- |
|       | 1.   | Benfica          | 45 | 18 | 13 | 1 | 4  | 92 | 49 | +43 |
|       | 2.   | Campo de Ourique | 43 | 18 | 11 | 3 | 4  | 69 | 36 | +32 |
|       | 3.   | Paço de Arcos    | 41 | 18 | 11 | 1 | 6  | 75 | 60 | +15 |
|       | 4.   | Sintra           | 40 | 18 | 10 | 2 | 6  | 76 | 65 | +11 |
|       | 5.   | Oeiras           | 38 | 18 | 8  | 4 | 6  | 72 | 76 | -4  |
| [ 1 ] | 6.   | Cascais          | 37 | 18 | 8  | 3 | 7  | 55 | 38 | +17 |
|       | 7.   | Cuf              | 33 | 18 | 6  | 3 | 9  | 51 | 63 | -12 |
|       | 8.   | Parede           | 31 | 18 | 6  | 1 | 11 | 44 | 62 | -18 |
|       | 9.   | Mundet           | 26 | 18 | 4  | 0 | 14 | 33 | 71 | -38 |
|       | 10.  | Amadora          | 26 | 18 | 3  | 2 | 13 | 41 | 87 | -46 |

Legenda:
  Qualificata alla fase finale.
      Retrocesse in 2ª Divisão 1957.
Note:
Tre punti a vittoria, due a pareggio, uno a sconfitta.

## Fase finale
|  | Pos. | Squadra           | Pt | G  | V  | N | P  | GF | GS | DR  |
|  | ---- | ----------------- | -- | -- | -- | - | -- | -- | -- | --- |
|  | 1.   | Benfica           | 38 | 14 | 12 | 0 | 2  | 94 | 43 | +51 |
|  | 2.   | Infante de Sagres | 36 | 14 | 11 | 0 | 3  | 58 | 38 | +20 |
|  | 3.   | Académica         | 32 | 14 | 8  | 2 | 4  | 45 | 39 | +6  |
|  | 4.   | Paço de Arcos     | 30 | 14 | 8  | 0 | 6  | 61 | 49 | +12 |
|  | 5.   | Campo de Ourique  | 29 | 14 | 7  | 1 | 6  | 48 | 32 | +16 |
|  | 6.   | Cascais           | 25 | 14 | 5  | 1 | 8  | 37 | 45 | -8  |
|  | 7.   | Estrela           | 19 | 14 | 2  | 1 | 11 | 36 | 66 | -30 |
|  | 8.   | Espinho           | 15 | 14 | 0  | 1 | 13 | 19 | 86 | -67 |

Legenda:
      Campione del Portogallo.
Note:
Tre punti a vittoria, due a pareggio, uno a sconfitta.